# 理论物理学
理论物理学，也称理论物理（英語：Theoretical physics）通过为现实世界建立数学模型来试图理解所有物理现象的运行机制。通过“物理理论”来条理化、解释、预测物理现象。:9

## 概念
理论物理家是专注于研究和发展理论模型以解释自然现象的科学家。他们利用数学和理论构建模型，以深入理解宇宙的基本规律。这涉及多个领域，包括经典力学、相对论、量子力学、电磁学、热力学等。
理论物理家的工作旨在提出理论框架，通过这些框架我们可以更好地理解和预测物理现象。这可能包括对粒子物理、宇宙学、凝聚态物理等各种尺度和领域的研究。他们的工作不仅推动了科学的进步，也在许多方面影响了技术和应用领域。
理论物理家是科学家中的一个特殊群体，他们致力于通过建立理论模型来解释自然现象。这些模型通常基于数学表达式和概念框架，旨在描述物质、能量、空间和时间之间的关系。
在经典物理学领域，理论物理家可能专注于发展如牛顿力学的理论，描述宏观物体的运动和相互作用。相对论的引入由爱因斯坦引领，改变了我们对高速运动和引力的理解。
量子力学是另一个关键领域，理论物理家通过提出量子理论来解释微观世界的行为，包括粒子的波粒二象性和不确定性原理。这领域的发展由诸如薛定谔、玻尔和海森堡等人推动。
理论物理家也涉足电磁学，研究电场和磁场之间的关系，以及电磁波的传播。麦克斯韦方程组为这一领域提供了深刻的理论基础。
在20世纪，理论物理家对宇宙学的贡献尤为显著，通过相对论和宇宙学常数等概念，深化了我们对宇宙起源和演化的理解。
总体而言，理论物理家的工作影响了科学的方方面面，推动了技术的发展，并在许多实验和观测结果的解释中发挥着关键作用。

## 歷史
理论物理学的历史可以追溯到古代希腊时期，但真正的爆发是在近代科学革命期间。牛顿在17世纪提出了经典力学和万有引力定律，为理论物理学奠定了基础。随后，19世纪见证了电磁理论的崛起，由麦克斯韦等人推动。
20世纪初，爱因斯坦的相对论颠覆了牛顿力学的观念。同时，量子力学的发展由普朗克、玻尔等人推动，为微观世界的理解提供了新框架。
后来，量子场论、引力理论等的发展推动了理论物理学的深化。霍金等科学家在黑洞和宇宙学领域的贡献也不可忽视。至今，理论物理学持续演变，试图解释自然界的各个方面。

## 分支
理论物理学几乎包括物理学所有分支的基本理论问题，如：
- 粒子物理与核物理
- 统计物理
- 凝聚态物理
- 宇宙学

## 理论物理学的研究成果

### 标准模型
解释了所有已知的基本粒子及其相互作用（除了引力）。
预言并发现希格斯玻色子（2012年被实验证实）。

### 弦理论
认为基本粒子是“弦”的不同振动模式，而非点粒子。
试图统一量子力学和广义相对论，成为万物理论的候选者之一。

### 量子引力和黑洞物理
霍金提出黑洞会辐射能量（霍金辐射）。
研究黑洞信息悖论，试图寻找引力和量子力学的最终融合。

## 外部連結
- 怎樣成為傑出的理論物理學者？ （页面存档备份，存于）－1999年諾貝爾物理學獎得主傑拉德·特·胡夫特的金石良言。
- Timeline of Theoretical Physics
- MIT Center for Theoretical Physics （页面存档备份，存于）